# Ventspils distrikt
Ventspils distrikt (lettiska: Ventspils rajons) var till 2009 ett administrativt distrikt i Lettland, beläget i den västra delen av landet, ca 190 kilometer från huvudstaden Riga. Distriktet angränsar med distrikten Liepāja, Kuldīga och Talsi.
Den största staden är Piltene med 1 776 invånare.